# William Babington

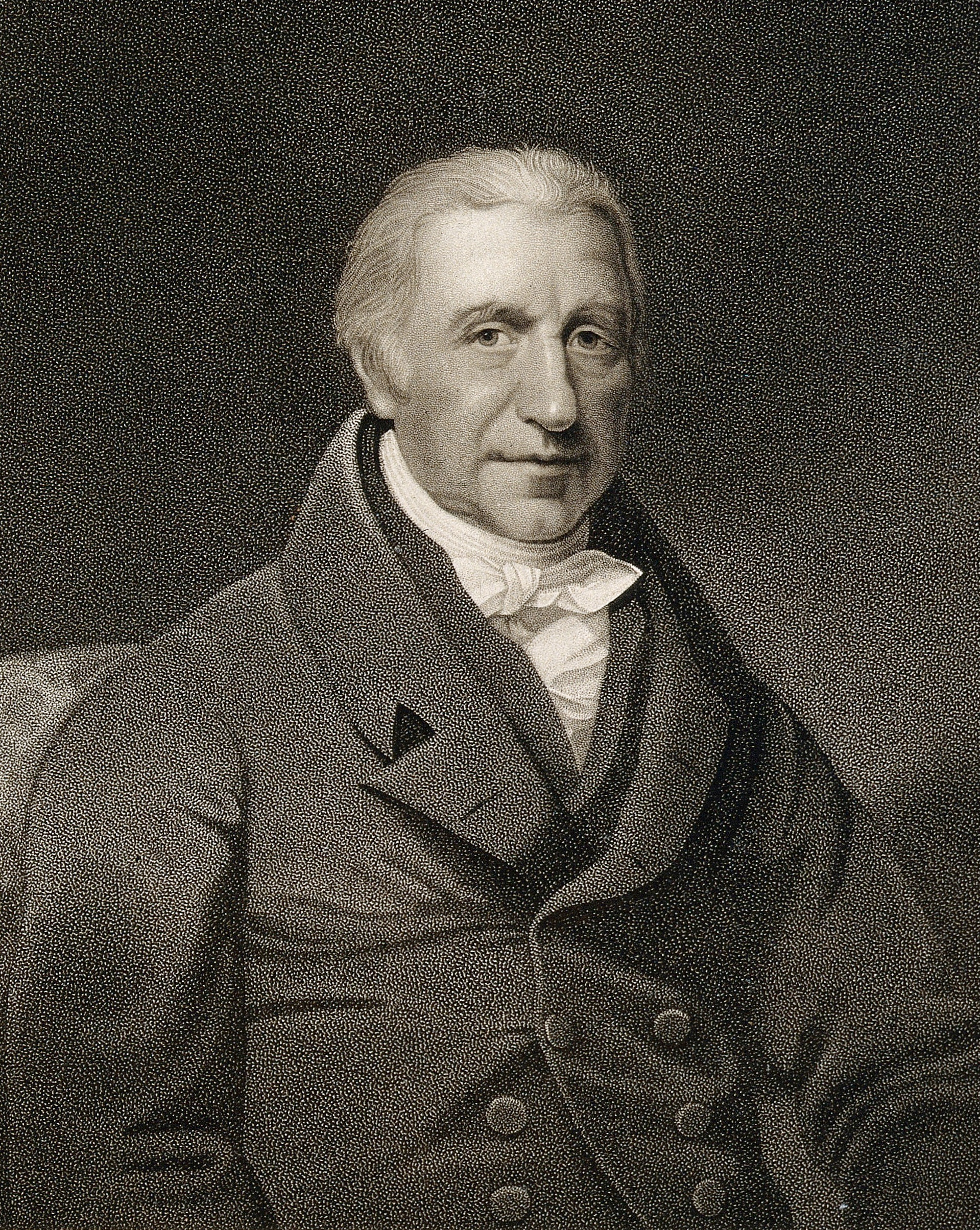
William Babington

William Babington FRS FGS (21 de maio de 1756 – 29 de abril de 1833) foi um anglo-irlandês médico e mineralogista.

## Vida e obra
William Babington nasceu em Portglenone, próximo a Coleraine, Antrim, Irlanda. Era filho do Rev. Humphrey Babington, trineto de Brutus Babington (enviado à Irlanda por Jaime VI e I), e sua esposa Anne (nascida Buttle). Foi aprendiz de um médico em Londonderry e posteriormente completou sua educação médica no Hospital Guy's, em Londres, mas sem obter um título médico naquele momento. Em 1777, foi nomeado cirurgião assistente do Hospital Naval de Haslar, cargo que ocupou por quatro anos. Em seguida, obteve o cargo de boticário no Hospital Guy's e também lecionou química na faculdade de medicina. Renunciou ao cargo de boticário e, tendo obtido o necessário grau de MD pela Universidade de Aberdeen em 1795, em 1796 juntou-se ao Dr. William Saunders no Hospital Guy's em Londres como seu assistente e em 1802/3 (por recomendação de Saunders) substituiu Saunders como médico-chefe.

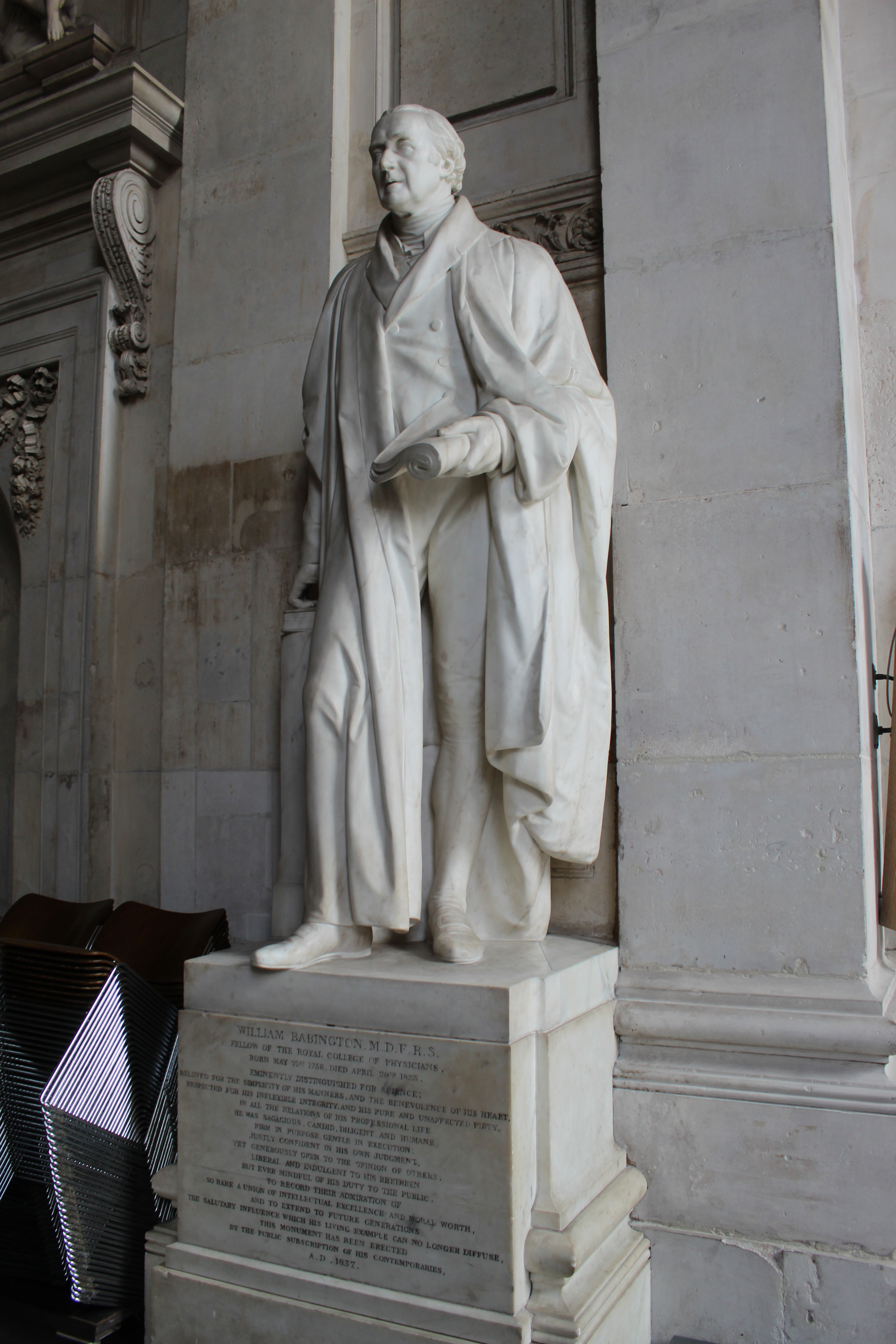
Estátua de Babington, Catedral de São Paulo

Babington foi médico do Hospital Guy's de 1795 a 1811. Foi membro fundador da Sociedade Geológica de Londres e atuou como presidente de 1822 a 1824. Foi eleito Membro da Royal Society em 1805. Em 1817, foi Presidente da Sociedade Médica e Cirúrgica de Londres. Foi curador da enorme coleção de minerais de John Stuart, 3º Conde de Bute. Quando Bute faleceu em 1792, Babington comprou a coleção. O mineral Babingtonita foi nomeado em sua homenagem. William e Martha Elizabeth Babington casaram-se antes de 1794 e tiveram quatro filhos e quatro filhas entre 1794 e 1810. Babington faleceu em 29 de abril de 1833 e foi sepultado em St. Mary Aldermanbury em Londres.
Uma estátua de Babington por William Behnes (1795–1864) está localizada na Catedral de São Paulo em Londres.

## Publicações selecionadas
- "A Systematic Arrangement of Minerals, founded on the joint consideration of their chemical, physical and external characters; reduced to the form of tables." (1796) Londres, T. Cox.
- "A New System of Mineralogy, in the form of a Catalogue, after the manner of Baron Born's Systematic Catalogue of the collection of fossils of Mlle Éléonore de Raab". (1799) Londres, T. Bensley. (Referindo-se ao catálogo de Ignaz von Born da coleção da colecionadora austríaca Éléonore de Raab)